# بيت العتمي، بلاد الروس

تعديل مصدري - تعديل

بيت العتمي هي إحدى قرى مديرية بلاد الروس التابعة لمحافظة صنعاء اليمنية، بلغ تعداد سكانها 475 نسمة حسب أحصائيات عام 2004.